# Mario Todorović
Mario Todorović (ur. 11 października 1988 w Dubrowniku) – chorwacki pływak, specjalizujący się głównie w stylu motylkowym i dowolnym.
Wicemistrz Europy z Eindhoven w sztafecie 4 × 100 m stylem zmiennym, dwukrotny srebrny medalista mistrzostw Europy na krótkim basenie z Rijeki i Stambułu w sztafecie 4 × 50 m stylem dowolnym.
Olimpijczyk z Pekinu (20. miejsce na 100 m stylem motylkowym i 12. miejsce w sztafecie 4 × 100 m stylem zmiennym) oraz z Londynu (28. miejsce na 50 m stylem dowolnym).